# SN 1995U
SN 1995U – supernowa typu Ia odkryta 29 lipca 1995 roku w galaktyce E235-IG13 przez Roberta McNaughta. W momencie odkrycia miała maksymalną jasność 18,00m.